# Gampong Besar
Gampong Besar is een bestuurslaag in het regentschap Aceh Tamiang van de provincie Atjeh, Indonesië. Gampong Besar telt 696 inwoners (volkstelling 2010).